# 村山彩希
村山彩希（1997年6月15日—）是日本偶像藝人，為女子偶像團體AKB48前成員，目前是AKB48劇場公演演出次數紀錄保持人，神奈川縣出身，所屬經紀公司為Avex Asunaro Company。2025年6月15日自AKB48畢業。

## 經歷
2011年
- AKB48 第13期研究生合格。
- 12月8日，於AKB48劇場「AKB48 6周年記念公演」中初披露。

2013年
- 8月24日，於“AKB48 2013盛夏的巨蛋巡回～还有许多 不得不做的事情～”東京巨蛋公演第3天發表升格至新组建的Team 4。

2014年
- 5月23日，於《AKB觀光大使》外景節目參訪長崎市，與同市出身的森保圆一同任命為長崎市觀光大使。

2015年
- 3月25日，於「AKB48年輕成員全國巡迴演唱會～未來是由現在構成的～」演唱會中，宣布新的七人官方組合「小蝸牛Chu!」正式成立，組合的另外六名成員分別是AKB48的大和田南那、川本紗矢、向井地美音、谷口惠、HKT48的矢吹奈子與田中美久[1]。

2016年
- 12月31日，於第67回NHK紅白歌合戰入圍「夢之紅白選抜」企劃，並獲得出場機會，最終獲得第30名。

2017年
- 1月16日，於東京巨蛋城表演廳參與「13期生演唱会in TDC ～～ 」（現在不做更待何時！）
- 5月27日，於全國握手會上發表成為AKB48 16期生研究生新公演「Let's Go研究生！」製作人，公演初日為7月28日。
- 8月16日，於青木宏行製作的“世界充满梦”（世界は夢に満ちている）公演中，首次擔任公演领队。
- 12月8日，「AKB48 12周年紀念公演」中發表了組閣，村山获任新Team 4隊長，新隊伍2018年春季開始活動。

2018年
- 1月20日，於「AKB48 Group Request Hour Best 100 2018」夜場公演中，發表獲選AKB48第51張單曲《Ja-Ba-Ja》選拔成員，初次進入單曲選拔組。
- 4月17日，参与牧野安娜制作的“厉害了！跟得上吗？！”（ヤバイよ！ついて来れんのか？！）公演初日，擔任该公演領队及中心位置。
- 6月6日，村山Team 4以“手牵手”公演完成新體制的公演初日。
- 11月28日，AKB48第54張單曲《NO WAY MAN》發行，其中在Type B收錄的大人選拔2018歌曲《即使如此她依舊》中首次擔任Center（中心成員）。

2019年
- 1月15日，於東京巨蛋城表演廳舉行首次個人演唱會「～我将以我的道路前行～」（私は私の道を行く），演唱會以劇場曲《劇場的女神》開始，同期的13期生與後輩16期生做為嘉賓出場，最後的MC片段上借用前田敦子說過的「我要把生命貢獻給AKB48」，說：「我要把生命貢獻給AKB48劇場」[註 1][2]。
- 2月22日公布消息，擔任《AKB48Group新聞》2019年3月號的封面，為該刊物史上第三度單獨個人封面。
- 4月17日，於Team 4的“手牵手”公演中完成個人第900場劇場公演。

2020年
- 1月16日起，與向井地美音、茂木忍、岡田奈奈四人一起經營Youtube頻道
- 1月18日，於Team 4的“手牵手”午場女性限定公演中，達成個人第1000場劇場公演，成為AKB48歷史中第一位達到此里程碑的成員。該日常規曲與安可結束後，現場成員特別追加演唱劇場公演曲〈劇場的女神〉，並由村山擔任中心位置。當日未出演的同队成員岡田奈奈、高橋彩香與歌田初夏亦登上舞台獻花祝賀。
- 1月22日，與岡田奈奈於東京巨蛋城表演廳舉行AKB48集團首场双人演唱會「～無可取代的時間～」[註 2]。
- 11月21日，Youtube頻道訂閱數破十萬人[3]。

2021年
- 3月11日，與福岡聖菜、千葉惠里、久保怜音一起擔任三陸鐵道應援大使。
- 3月17日，劇場公演千場紀念浮雕公開於AKB48劇場大廳。
- 4月2日，映像倉庫製作「AKB48劇場～劇場的女神，村山彩希所在的地方～」[註 3]紀錄片上架。
- 8月20日至29日，於品川王子大飯店內ステラボール演出共14場舞台劇『マジムリ学園-LOUDNESS-』，飾演角色為主角之一的[4]。
- 10月13日開始，接替柏木由紀擔任『出現啦！星期三』的固定班底。
- 10月24日，於與向井地美音一起演出的『多次陷入愛情』[註 4]中，發表了即將出演極限體能王2021的消息。隔日極限體能王官方Youtube頻道發表村山彩希參戰消息[5]。
- 12月8日，AKB48劇場16週年紀念公演中發表組閣，村山彩希仍為Team 4成員，但隊長一職由倉野尾成美接任。新隊伍2022年春季開始活動。
- 12月21日，與篠崎彩奈、北澤早紀、茂木忍、岩立沙穗於AKB48劇場中舉行「13期生10周年特別公演」，已經畢業的同期生大島涼花、岡田彩花、梅田綾乃、高島祐利奈也有參與部分演出[6]。

2022年
- 1月12日，參加第4回AKB48 group 歌唱力No.1決定戰，初賽選唱YUI for 雨音薫的Good-bye days，首次參賽就進入決勝大會，決勝大會選唱LiSA的oath sign，最後獲得評審特別獎。
- 4月4日，村山Team 4舉行最後一次千秋樂，該日常規曲與安可結束後，村山Team 4全員（除了隔離中的稻垣香織）登場演唱眼淚等一下再說，並在謝幕前由大西桃香及大森美優送上紀念冊及卡片給即將卸下隊長責任的村山彩希。
- 6月15日，與向井地美音、茂木忍、岡田奈奈一起在SHOWROOM舉行25歲生日直播，直播中宣布第一本個人寫真集將於9月6日發售（後因印刷關係改為9月8日發行）[7]。
- 6月20日，與柏木由紀、下尾美羽一起擔任知名內衣品牌RAVIJOUR大使[8]。
- 9月8日，第一本寫真集『喜歡普通』（普通が好き）發行[9]。首週銷量1.3萬，獲得Oricon 週間寫真集銷量排行榜第一名[10]。

2023年
- 1月20日，參加第5回AKB48 group 歌唱力No.1決定戰，初賽選唱Uru的只要有你在，獲初賽第二名晉級決賽。
- 3月3日，第5回AKB48 group 歌唱力No.1決定戰的決賽，第一輪選唱wacci的成為別人的女友了喔，獲第四組第一晉級第二輪，選唱Ado的我是最強，最終獲得第五名。

2024年
- 1月9日，宣布自当月1日起移籍至藝能事務所Avex Asunaro Company[11]。
- 2月22日，由村山彩希本人第二度製作的公演舉行初日，之後從網路募集的意見中選出為公演命名。
- 5月30日，參加第6回AKB48 group 歌唱力No.1決定戰，出賽選唱Mrs. GREEN APPLE的點描之歌，獲初賽第一名晉級決賽。
- 7月15日於大阪Yogibo META VALLEY、8月14日於東京KANDA SQUARE HALL，舉行「村山彩希 1st Fan Meeting」。
- 7月23日，參加第6回AKB48 group 歌唱力No.1決定戰決賽，第一輪選唱Novelbright的月見草獲第四組第一晉級第二輪，選唱Little Glee Monster的ECHO，最終獲得第二名。
- 10月6日，於AKB48東京握手會上公布擔任AKB48第十張專輯主打曲的Center。
- 12月27日，於劇場公演宣布將在2025年6月15日畢業[12][13]。

2025年
- 5月6日，在東京花園劇院舉辦畢業演唱會。
- 6月15日，在AKB48劇場舉辦畢業公演，正式從AKB48畢業[14]。
- 8月8日至8月24日，在紀伊國屋大廳連續演出17場新・幕末純情傳，此為村山彩希第一次在音樂劇擔任主演。

## 人物
- 自我介紹詞（Catch Phrase）是「紅彤彤的Yuiringo」（真っ赤な~ゆいりんご）[15]。「Yuiringo」為村山的名字「Yuiri」與蘋果的日語發音「Ringo」的結合詞。
- 童星時代是Smile Monkey（日语：スマイルモンキー）所屬，曾經一度以做為藝名（名字用平假名表記）[16][17]。有兩個姐姐，其中一個姐姐是演員村山栞妃（日语：村山栞妃），並在專訪中透露滿島光是其遠親[18][19]，兩人曾演出同一部劇《瞳（日语：瞳 (2008年のテレビドラマ)）》。
- 興趣是卡拉OK。專長是踢踏舞、爵士舞還有露出上排牙齒笑[20]。
- 喜歡的飲料是熱開水[20]。
- 喜歡的詞語是「朋友」。
- 喜歡早安少女組。，為成員鞘師里保的粉絲。[21]
- AKB48的第13期生徵選合格。2011年12月8日出席在AKB48劇場舉行的「AKB48 6周年記念公演」中亮相。
- 因為專注於AKB48活動原點的劇場公演，而有著「劇場女神」的稱號，2015年以後不參加選拔總選舉。不只參與所屬的Team 4公演，也參與各隊的公演與特殊公演，更擔任了16期研究生的「Let's go研究生！」（レッツゴー研究生！）公演製作人，劇場公演出演次數從2014年至2017年連續四年位居團內第一[22]。並為AKB48歷史中第一位達成千場公演的成員。
- 對於DD（喜歡多位成員的Fan）的看法目前是「也很感謝」[20]。
- 憧憬的前輩是柏木由紀。
- 同期中的好朋友是篠崎彩奈與岡田彩花。
- 從升格後就一直是Team 4成員，與Team B的柏木由紀同為AKB48中從未變更過隊伍的成員。
- 首次參加AKB48 Group 歌唱力No.1決定戰，進入決勝大會選唱LiSA的「oath sign」，隨後被同期的北澤早紀爆料，村山彩希在比賽前三天才發現自己選錯歌，只好在三天內練好「oath sign」，最後獲得評審特別獎。

## 音樂作品

### AKB48單曲
|      | 發售日期       | 單曲名稱             | 參與歌曲名稱             | 名義            | 收錄於   | MV | 備註                 |
| ---- | -------------- | -------------------- | ------------------------ | --------------- | -------- | -- | -------------------- |
| 27th | 2012年08月29日 | 格子花紋             | 那一天的風鈴             | Waiting Girls   | 劇場盤   |    |                      |
| 28th | 2012年10月31日 | UZA                  | 朝向大人之路             | 研究生          | 劇場盤   |    |                      |
| 29th | 2012年12月05日 | 永遠的壓力           | 我們的Reason             |                 | 劇場盤   |    |                      |
| 30th | 2013年02月20日 | So long !            | 強大的花                 | 研究生          | 劇場盤   |    |                      |
| 31st | 2013年05月22日 | 再見自由式           | LOVE修行                 | 研究生          | 劇場盤   |    |                      |
| 32nd | 2013年08月21日 | 戀愛的幸運餅乾       | 晴空咖啡                 |                 | 劇場盤   |    |                      |
| 33rd | 2013年10月30日 | 真心電流             | 青春哲学                 | Team 4          | Type 4   | ★  |                      |
| 34th | 2013年12月11日 | 倘若在梧桐樹什麼的   | Mosh & Dive              |                 | 全版本   | ★  |                      |
| 35th | 2014年02月26日 | 勇往直前             | 秘密日记                 | Baby Elephants  | Type B   | ★  |                      |
| 36th | 2014年05月21日 | 拉布拉多猎犬         | 芳心逃脱游戏             | Team 4          | Type 4   | ★  |                      |
| 38th | 2014年11月26日 | 希望無限             | 現在、Happy              | 玫瑰組          | Type A   | ★  |                      |
| 38th | 2014年11月26日 | 希望無限             | 睜大雙眼的初吻           | Team 4          | Type D   |    |                      |
| 40th | 2015年05月20日 | 我們不戰鬥           | 卡夫卡與小蝸牛Chu!       | 小蝸牛Chu!      | Type B   | ★  |                      |
| 42nd | 2015年12月09日 | 紅唇Be My Baby       | 你你你…                  | 次世代選拔      | Type A   | ★  |                      |
| 42nd | 2015年12月09日 | 紅唇Be My Baby       | 好像､有點､突然…          | Team 4          | Type D   | ★  |                      |
| 43rd | 2016年03月09日 | 你就是旋律           | LALALA訊息               | AKB48次世代選拔 | 全版本   | ★  |                      |
| 44th | 2016年06月01日 | 不需要翅膀           | 沉思者                   | Team 4          | Type B   | ★  |                      |
| 46th | 2016年11月16日 | High Tension         | 壓抑不了的衝動           | Waiting Circle  | Type A   | ★  |                      |
| 47th | 2017年03月15日 | Shoot Sign           | 意外發生中               | AKB48 U-19選拔  | Type D·E | ★  |                      |
| 51st | 2018年03月14日 | Ja-Ba-Ja             | Ja-Ba-Ja                 |                 | 全版本   | ★  | A面曲 首次進入選拔組 |
| 52nd | 2018年05月30日 | Teacher Teacher      | Teacher Teacher          |                 | 全版本   | ★  | A面曲                |
| 52nd | 2018年05月30日 | Teacher Teacher      | 貓過敏                   | Team 4          | Type D   | ★  |                      |
| 54th | 2018年11月28日 | NO WAY MAN           | 即使如此她依舊           | 大人選抜2018    | Type B   | ★  | 首次擔任Center       |
| 55th | 2019年03月13日 | 回憶上心頭DAYS       | Generation Change        | AKB48 B面選拔   | Type A   | ★  |                      |
| 56th | 2019年09月18日 | 持續愛你             | 持續愛你                 |                 | 全版本   | ★  | A面曲                |
| 56th | 2019年09月18日 | 持續愛你             | 你會對流星許下什麼願望？ | 總監督與隊長    | 劇場盤   |    |                      |
| 57th | 2020年03月18日 | 感謝失戀             | 感謝失戀                 |                 | 全版本   | ★  | A面曲                |
| 57th | 2020年03月18日 | 感謝失戀             | 直到我们可以再次见面那天 |                 | Type A   | ★  |                      |
| 57th | 2020年03月18日 | 感謝失戀             | 爱过的人                 |                 | 劇場盤   |    |                      |
| 58th | 2021年09月29日 | 一切都成Rumor        | 一切都成Rumor            |                 | 全版本   | ★  | A面曲                |
| 58th | 2021年09月29日 | 一切都成Rumor        | 即使分離                 |                 | 全版本   | ★  |                      |
| 59th | 2022年05月18日 | 是前男友             | 是前男友                 |                 | 全版本   | ★  | A面曲                |
| 59th | 2022年05月18日 | 是前男友             | Angie                    | Team 4          | 劇場盤   |    |                      |
| 60th | 2022年10月19日 | 久違的Lip Gloss      | 久違的Lip Gloss          |                 | 全版本   | ★  | A面曲                |
| 61st | 2023年04月26日 | 無論如何都喜歡你     | 無論如何都喜歡你         |                 | 全版本   | ★  | A面曲                |
| 62nd | 2023年09月27日 | 如果不是偶像的話     | 如果不是偶像的話         |                 | 全版本   | ★  | A面曲                |
| 63rd | 2024年03月13日 | 美瞳Wink             | 美瞳Wink                 |                 | 全版本   | ★  | A面曲                |
| 64th | 2024年07月17日 | 戀愛卡住了           | 戀愛卡住了               |                 | 全版本   | ★  | A面曲                |
| 65th | 2025年04月2日  | 意想不到的Confession | 意想不到的Confession     |                 | 全版本   | ★  | A面曲                |
| 65th | 2025年04月2日  | 意想不到的Confession | 櫻花花瓣2025             |                 | 全版本   |    |                      |
| 65th | 2025年04月2日  | 意想不到的Confession | 彩希                     | 個人畢業曲      | TYPE-A   | ★  |                      |

### AKB48專輯
|      | 發售日期       | 專輯標題                     | 參加歌曲標題                | 名義                    | 備註          |
| ---- | -------------- | ---------------------------- | --------------------------- | ----------------------- | ------------- |
| 4th  | 2012年08月15日 | 1830m                        | 櫻桃與孤獨                  | 研究生                  |               |
| 4th  | 2012年08月15日 | 1830m                        | 藍天 不會寂寞嗎？           | AKB48+SKE48+NMB48+HKT48 |               |
| 5th  | 2014年01月22日 | 未來軌跡                     | 团队坡道                    | Team 4                  |               |
| 6th  | 2015年01月21日 | 這裡是羅德斯島、在這裡跳吧！ | 這裡是羅德斯島､在這裡跳吧！ | Team 4                  |               |
| 6th  | 2015年01月21日 | 這裡是羅德斯島、在這裡跳吧！ | 眼淚等一下再說              | 峯岸Team 4              |               |
| 7th  | 2015年11月18日 | 0與1之間                     | 团队坡道                    | Team 4                  |               |
| 7th  | 2015年11月18日 | 0與1之間                     | 從那時起我不能再專心學習    | 小蝸牛Chu!              |               |
| 8th  | 2017年01月25日 | 點時成菁                     | 那天的自己                  |                         |               |
| 10th | 2024年12月25日 | 因为是AKB48                  | 因为是偶像                  |                         | 主打歌 Center |
| 10th | 2024年12月25日 | 因为是AKB48                  | LOVE MACHINE                | 全員曲                  |               |
| 10th | 2024年12月25日 | 因为是AKB48                  | DESIRE-情熱                 |                         | Solo曲        |

### 劇場公演分組曲
| 公演名稱                                | 參與歌曲名稱         | 備註                               |
| --------------------------------------- | -------------------- | ---------------------------------- |
| 研究生時期                              |                      |                                    |
| Team B 5th Stage「劇場的女神」          | 浪漫捉迷藏           | 前座                               |
| Team A 6th Stage「目擊者」              | 迷你裙的妖精         | 前座                               |
| Team K 6th Stage“RESET”                 | 柠檬的年纪           | 前座                               |
| Team K 6th Stage“RESET”                 | 逆转的王子殿下       | 峯岸南的代役                       |
| Team 4 1st Stage「我的太陽」            | 暮蝉之恋             | 竹内美宥的代役                     |
| 研究生「RESET」                         | 逆转的王子殿下       |                                    |
| 研究生「我的太陽」                      | 暮蝉之恋             |                                    |
| 研究生「我的太陽」                      | 愛的防卫             |                                    |
| 研究生「睡衣兜風」                      | 天使的尾巴           |                                    |
| 研究生「睡衣兜風」                      | 純情主義             |                                    |
| 研究生「睡衣兜風」                      | 无望之淚             |                                    |
| 第一次峯岸Team 4時期                    |                      |                                    |
| Team 4「手牽手」                        | 巧克力的下落         |                                    |
| 第二次峯岸Team 4時期                    |                      |                                    |
| Team 4「偶像的黎明」                    | 口对口的巧克力       |                                    |
| Team B「睡衣兜風」                      | 无望之淚             | 生駒里奈的代役                     |
| Team K「RESET」                         | 制服的抵抗           | 田野優花的代役                     |
| 高橋朱里Team 4時期                      |                      |                                    |
| 春風亭小朝「夏娃是亞當的肋骨」          | 黑天使               | 峯岸南的代役                       |
| 春風亭小朝「夏娃是亞當的肋骨」          | 心型病毒             | 岩田華怜的代役                     |
| 春風亭小朝「夏娃是亞當的肋骨」          | 禁忌的兩人           | 茂木忍的代役                       |
| 春風亭小朝「夏娃是亞當的肋骨」          | 只有你的Chu!Chu!Chu! | 岩田華怜的代役                     |
| 春風亭小朝「夏娃是亞當的肋骨」          | 大聲鑽石 阿卡貝拉版  | 峯岸南、茂木忍的代役               |
| 岩本輝雄「青春尚未结束」                | 藍天咖啡館           | 川本紗矢、伊豆田莉奈的代役         |
| 田原總一朗「怎麼辦？！怎麼做？！AKB48」 | Bird                 |                                    |
| 田原總一朗「怎麼辦？！怎麼做？！AKB48」 | 1994年的雷鸣         | 高城亚樹的代役                     |
| Team 4「不要讓夢想死去」                | Confession           |                                    |
| Team A 7th Stage「獻給M.T.」            | She's gone           | 佐佐木優佳里的代役                 |
| Team B「現在戀愛中」                    | 纯爱的渐强音         | 岩佐美咲的代役                     |
| Team B「現在戀愛中」                    | 7點12分的初戀        | 後藤萌咲的代役                     |
| Team K「最終鐘鳴」                      | 初戀小偷             | 中野郁海的代役                     |
| 「我的太陽」復活公演                    | 不要稱我為偶像       | 與久保怜音、小嶋菜月、平田梨奈輪替 |
| 「我的太陽」復活公演                    | 爱的防衛             | 與下口绯奈奈、小嶋菜月輪替         |
| 「我的太陽」復活公演                    | 暮蟬之戀             | 與大和田南那、竹内美宥輪替         |
| 外山大輔「密涅瓦呀，起風吧」            | 杯中散落的陽光       |                                    |
| 外山大輔「密涅瓦呀，起風吧」            | 記憶的迷宫           | 後藤萌咲、武藤十夢的代役           |
| 外山大輔「密涅瓦呀，起風吧」            | 口對口的巧克力       | 2nd unit                           |
| 青木宏行「世界充滿夢」                  | 为了明天而接吻       |                                    |
| 青木宏行「世界充滿夢」                  | 被污染的真實         | 2nd unit                           |
| 「Let's go研究生！」                    | 十字架               | 支援浅井七海位                     |
| 「Let's go研究生！」                    | 爱之色               | 支援黒須遥香位                     |
| 村山Team 4時期                          |                      |                                    |
| 牧野安娜「厲害了！跟得上嗎？！」        | Green Flash          |                                    |
| Team 4「手牽手」                        | 雨中鋼琴師           |                                    |
| 柏木由紀「我的夏天開始了」              | 女神朝著哪裡微笑？   |                                    |
| 研究生「睡衣兜風」                      | 純情主義             |                                    |
| 研究生「睡衣兜風」                      | 無望之淚             |                                    |
| 倉野尾Team 4時期                        |                      |                                    |
| Team 4「縮略圖」                        | 拋銅板決定           |                                    |
| Team 4「縮略圖」                        | 有裂痕的鏡子         |                                    |
| 我的太陽                                | 不要叫我偶像         |                                    |
| 我的太陽                                | 愛的防衛             |                                    |
| 無特定隊伍時期                          |                      |                                    |
| 村山彩希「今日は誰に恋をする？」        | 一人想い             |                                    |
| ここからだ                              | 振り向きざまのキス   |                                    |

## 演唱會
有關出演AKB48集團演唱會之信息，請參閱AKB48公演列表
- 「13期生演唱會in TDC ～現在不做更待何時！～ 」（今やるしかねぇんだよ！；2017年1月16日東京巨蛋城表演廳）
- 村山彩希個人演唱會「～我將以我的道路前行～」（私は私の道を行く；2019年1月15日、東京巨蛋城表演廳）
- 村山彩希＆岡田奈奈單獨演唱會「～無可取代的時間～」（かけがえのない時間；2020年1月22日、東京巨蛋城表演廳）

## 媒體演出

### 綜藝及節目資訊
- 《AKB48的今夜來外宿》（2015年10月6日－2015年12月21日，以固定班底演出；日本電視台）
- 《AKB48 SHOW!》（NHK）：不定期參與。
- 《AKB48神TV》（家庭剧场） ：不定期參與。
- 《AKBINGO!》（日本電視台）：不定期參與。
- 《AKB48、最近聞いた？》（東京電視台）：不定期參與。
- 《AKB48 サヨナラ毛利さん》（日本電視台）：不定期參與

### 電視劇
- 中居大師說（2006年(倖田來未篇・2009年、TBS）
- 3年B組金八先生第8輯第14集（2008年1月24日、TBS） - 飾演 北山美佐子
- 晨間小說連續劇「瞳」（2008年、NHK綜合） - 飾演 野口詩織
- 馬路須加學園4（2015年1月20日 - 3月31日、日本電視台）- 飾演 毒蘋果（ドクリンゴ）
- 馬路須加學園5（2015年8月25日 - 、日本電視台、Hulu）- 飾演 糖果（Candy）

### 電影
- こっくりさん 日本版（2005年）
- 日本の青空（日语：日本の青空）（2007年3月21日公開、インディーズ） - 飾演 河田曄子的孫

### 舞台
- ドラゴンファンタジー2（2007年8月17日 - 21日、吉祥寺シアター） - 飾演 ファンファン（風之戰士）
- ココ・スマイル（日语：ジョーズカンパニー#『ココ・スマイル』）6〜夏色のキャンパス〜（2009年8月20日 - 24日、全労災ホールスペースゼロ） - 飾演 アキナ
- マジムリ学園-LOUDNESS-（2021年8月20日 - 29日 全14公演）- 飾演 ケーニッヒ（König）

### CM
- 松下電工「はじめて篇」（2005年）
- 索尼電腦娛樂「PSP シンクロ篇」（2005年）
- 防衛庁「航空自衛隊」イメージPR映像（2006年）
- キヤノン「Canon Pixus」（2006年 - 2007年） - カタログモデルおよびWEBモデル
- トステム住宅研究所 「アイフルホーム釣りキチ三平キャンペーン」（2009年）

## 外部鏈結
- AKB48官網個人介紹頁 （页面存档备份，存于）（日語）
- 村山彩希的X（前Twitter）（日語）
- 村山彩希 （页面存档备份，存于）的755帳戶（日語）
- 村山 彩希（AKB48 Team 4）的SHOWROOM專頁（日語）
- 村山彩希 AKB48劇場公演出演記錄網站（非官方） （页面存档备份，存于）（日語）
- YouTube上的頻道（日語）